# Jure Cvet
Jure Cvet, slovenski veslač, * 1987.
Na Evropskem prvenstvu v veslanju 2008 je z Binetom Pišlarjem v lahkem dvojnem dvojcu osvojil šesto mesto.